# Visegradense flórajárás
A Visegradense a Dunántúli-középhegységet felölelő Bakonyicum flóravidék északkeleti részének flórajárása. Északi-északkeleti határa a közép-dunai flóraválasztó vonal, tehát nemcsak a névadó Visegrádi-hegységet öleli fel, hanem ide sorolják a nagymarosi Ördöghegyet, a Naszály csoportját és a Hegyes-tetőtől közvetlenül délre emelkedő Szentmihály-hegyet is.

## Flóraelemek és keveredésük
Ez a Pannonicum flóratartomány legfontosabb introgressziós zónája, amelyben három különböző eredetű flóra:
- az illír–kelet-alpesi,
- a kárpáti-dacikus és
- a pontusi származású pusztai

elemei találkoznak és hibridizálnak.
Több kárpáti és kontinentális faj itt éri el elterjedésének nyugati határát, számos szubmediterrán faj pedig az északit. Éppen ezért a flóraterület besorolása nem egyértelmű: egyes szerzők a Matricum flóravidékhez sorolják – alapvetően azért, mert a Visegrádi-hegység andezit rétegvulkáni összlete (csak a Naszály tömbje mészkő, illetve dolomit) kőzettanilag a Börzsöny kőzeteivel azonosak, és ekképpen jobban rokoníthatók az Északi-középhegységgel, mint a Dunántúli-középhegység többi – döntő többségében üledékes kőzetekből álló – részével. Más szerzők – és őket követve mi is – a közép-dunai flóraválasztó szerepét tartják, tartjuk fontosabbnak.
Az Északi középhegységben és a Visegrádi-hegységben szokásos, de a Pilisből már hiányzó fajok:
- Carex brevicollis,
- Poa pannonica,
- Torilis ucranica,
- Campanula macrostachya,
- Achillea crithmifola,
- Arenaria procera,
- Trifolium pannonicum

### Illír–kelet-alpesi flóraelemek
- pufók árvacsalán (Lamium orvala),
- dudamag (Physospermum cornubiense, Danaa cornubiensis).

### Kárpáti-dacikus flóraelemek
- pirosló hunyor (Helleborus purpurascens),
- halvány repcsény vagy halványsárga repcsény (Erysimum wittmannii, Erysimum pallidiflorum).

### Pontusi, pusztai flóraelemek
- homoki cickafark (Achillea ochroleuca),
- homoki len (Linum glabrescens).

### Hibridek
- Horánszky-cickafark (Achillea x horanszkyi).

### Reliktum fajok
- magyarföldi husáng (Ferula sadleriana)

### Lokális, kis endemikus fajok
- Simon-kékperje (Molinia simonii),
- magyar gurgolya (Seseli leucospermum).